# Ernst Ludwig von Gerlach
Ernst Ludwig von Gerlach (Berlin, 1795. március 7. – Berlin, 1877. február 18.) német konzervatív politikus. 

## Élete
Apja főpolgármester volt Berlinben. Testvéreivel (Wilhelmmel és Leopolddal) részt vett a hatodik koalíciós háborúban, azután a politikai pályára lépett és a középkori, keresztény-feudális szellem ápolására a Politische Wochenblatt-ot alapította. Közben magas igazságügyi hivatalokban szolgálta Poroszországot, 1848-ban részt vett a Neue preussische (Kreuz-) zeitung alapításában, melyet pietista szellemben írt cikkekkel látott el. 1849-ben az urak házának, 1850-ben az erfurti parlamentnek, később pedig a porosz képviselőháznak volt tagja, 1858-ig, midőn mandátumát letette. A konzervatív Rundschau-nak azonban ezentúl is munkatársa maradt, és cikkeit az ultrakonzervatív párt hívei ezentúl is dogmának tekintették. A  Bismarck-érával nem tudott megbarátkozni, sem a német egység alkotmányos úton való szervezésével. 1870-től tagja volt a birodalmi gyűlésnek, ahol a centrumpárttal szavazott. A legerélyesebben ítélte el Bismarck egyházi politikáját, a Kulturkampfot, a civilházasságot és 1874-ben röpiratban is megtámadta a kancellárt és emiatt pénzbírságra ítélték. Erre állásáról leköszönt és a magánéletbe vonult vissza.